# Are We There Yet?
Are We There Yet? (¡Quieren volverme loco! en Hispanoamérica y ¿Cuando Llegamos? en España, Paraguay y Ecuador) es una película de comedia estadounidense de 2005 producida por Revolution Studios y distribuida por Columbia Pictures, dirigida por Brian Levant, y protagonizada por Ice Cube y Nia Long.
La película, establecida en Portland, Oregón, Vancouver, Columbia Británica, y otras partes del noroeste del Pacífico, fue filmada en su mayoría en Vancouver, Columbia Británica, Canadá. Una secuela, Are We Done Yet?, fue estrenada en 2007, y una serie de televisión basada en la película con los personajes principales fue estrenada en 2009.

## Argumento
Nick Persons (Ice Cube) es un soltero egoísta, deportista retirado por una lesión en su hombro, que espera a su alma gemela. Un día, conoce a una atractiva mujer llamada Suzanne Kingston (Nia Long), que acaba de divorciarse. Cuando Nick estaba a punto de invitarla a salir, descubre que tiene dos hijos llamados Kevin (Phillip Daniel Bolden), de 8 años y Lindsey (Aleisha Allen), de 12 años, por ende, cambia de opinión y no la invita a salir (ya que él odia a los niños). Mientras tanto, Kevin y Lindsey extrañan a su padre Frank y por ello ahuyentan a todos los novios de su madre con sus bromas buscando mantenerla soltera hasta que ella y Frank se reconcilien. 
Una noche lluviosa mientras Nick vuelve a casa en su nuevo vehículo todo terreno, ve a Suzanne varada en la calle ya que su auto se descompuso, Nick duda en ayudarla pero al final decide tratar de hacerlo, pero con tanta lluvia no puede y él decide llevarla a casa en su auto. Los siguientes días, Nick lleva a Suzanne al trabajo y de vuelta varias veces, y nace una hermosa amistad entre ellos. En la víspera de Año Nuevo, Suzanne tiene que ir a Vancouver por su trabajo y Nick la lleva al aeropuerto. Cuando Nick estaba dejando a Suzanne en el terminal, ella recibe una llamada de su exesposo diciendo que está enfermo y que no puede llevar a los niños (según ella dice que le da excusas para no estar con ellos), entonces Suzanne decide regresar a casa, pero Nick se ofrece a llevarlos de viaje. 
Al día siguiente, Nick parte con Kevin y Lindsey al aeropuerto, Nick le da a Lindsay un cupón de descuento en una pizzería y a Kevin un sacacorchos, pero Lindsey no está de acuerdo ya que Kevin es muy pequeño para usar navajas. En el aeropuerto, Kevin mira un cartel que prohíbe objetos peligrosos, principalmente sacacorchos, Kevin como travesura, mete el sacacorchos en el bolsillo de Nick, cuando revisan la ropa de Nick, descubren el sacacorchos y los echan del aeropuerto. Después, Nick decide entonces viajar con los niños en tren, pero al estar a bordo, Kevin y Lindsey salen del tren ya que la capa del muñeco de Kevin se cayó. Cuando éste nota que no están, va a rescatarlos pero el tren ya había partido llevándose el equipaje. Tras la salida del tren, Nick decide llevárselos en su auto, pero con las travesuras de los muchachos el auto va enfrentando problemas en la carretera. Mientras Nick trata de cambiar los neumáticos del auto, Kevin y Lindsay se escapan para buscar a su papá, pero luego descubren que él ya tiene una nueva familia. Después de ello, Nick se compadece de los niños y les revela qué su padre también lo abandonó de niño. Los tres continúan el viaje y tienen varios problemas que causan que el auto quede destruido en un accidente, se salga de la carretera y al tratar de encenderlo nuevamente sin las llaves usando un encendedor como linterna, se incendia y explota por completo.
Nick, Lindsey y Kevin llegan al fin a Vancouver en un camión, pero debido a una pelea en el trabajo de Suzanne, donde Kevin sufre un ataque de asma y rápidamente es revivido por Nick, ella lo rechaza y le dice que no vuelva, Kevin y Lindsey no están de acuerdo ya que se habían encariñado con Nick. Horas después, Nick quiere despedirse de los muchachos a quienes les ha tomado cariño. Ella nota la honestidad de Nick con los niños, lo acepta en la familia y se besan, mientras Kevin y Lindsey celebran juntos el año nuevo.

## Reparto
- Ice Cube como Nicholas “Nick” Persons, el protagonista principal. Es un soltero autosuficiente que espera a su alma gemela, pero con una actitud algo malhumorada y egoísta, que lo hace profesar un injustificado odio a los niños. Cuando Suzanne le pide a él que cuide a sus pequeños hijos, él frecuentemente intenta poner un fin con su comportamiento travieso.
- Nia Long como Suzanne Kingston, una mujer atractiva y divorciada madre soltera de dos hijos, Kevin y Lindsey. Ella conoce y luego se hace amiga de Nick, y se enamora de él.
- Aleisha Allen como Lindsey Kingston, la hija audaz, rebelde y malcriada de Suzanne. A pesar de ser una niña de 13 años, ella tiene un carácter de adolescente, pues lo único que quiere es que vuelva su padre; por eso siempre trata de mantener a su madre lo más soltera posible espantando a todos los pretendientes que quieran cortejarla, lo que la representa como la parte antagónica de la historia.
- Phillip Daniel Bolden como Kevin Kingston, el hijo asmático y revoltoso de Suzanne y el hermano menor de Lindsey. A diferencia de su hermana, es un niño muy dulce, pero sigue sus planes de intentar que sus padres se reconcilien y vuelvan a estar juntos. De cierto modo, él es un poco más compasivo y comprensivo, aún para sus 9 años.
- Jay Mohr como Marty, el mejor amigo de Nick.
- Tracy Morgan como Satch the Bobblehead (voz).
- Nichelle Nichols como Miss Mable, la niñera de Lindsey y Kevin.
- M. C. Gainey como Al Buck (conocido como "Big Al"), un camionero que trata de "rescatar" a Kevin y Lindsey de Nick varias veces en la película, ya que cree que Nick los ha secuestrado.
- C. Ernst Harth como Ernst, un camionero que ayuda a Nick a salvar a Kevin y a Lindsey de Big Al.
- Sean Millington como Frank Kingston, el padre de Kevin y Lindsey que abandonó a su familia hace algún tiempo antes de los eventos de la película y Kevin y Lindsey descubrieron que ya tiene una nueva esposa e hija.

## Premios y nominaciones

### BET Comedy Award
| Año  | Resultado | Premio           | Categoría/Destinatario(s)                              |
| ---- | --------- | ---------------- | ------------------------------------------------------ |
| 2005 | Ganador   | BET Comedy Award | Mejor actor principal en una película teatral Ice Cube |

### Premio Artista Joven
| Año  | Resultado | Premio               | Categoría/Destinatario(s)               |
| ---- | --------- | -------------------- | --------------------------------------- |
| 2006 | Nominado  | Premio Artista Joven | Mejor Actor joven Phillip Daniel Bolden |

## Secuela
Se desarrolló una secuela de esta película llamada Are We Done Yet? estrenada en 2007. La trama trata de que Nick vendió su tienda y se dedicó a escribir revistas. Al enterarse de que va a ser papá de dos gemelos, busca más espacio para su familia y se mudan. Después de ver que la casa en donde van a vivir es un completo desastre.